# مونیکا سالماسو
مونیکا سالماسو (متولد ۲۷ فوریه ۱۹۷۱ در سائوپائولو، برزیل) یک خواننده محبوب موسیقی برازیلیرا (MPB) است. مونیکا سالماسو کار خود را با نمایش "O Concílio do Amor" به کارگردانی گابریل ویللا در سال ۱۹۸۹ آغاز کرد.

## آهنگ‌شناسی
- کایپیرا – ۲۰۱۷
- Corpo de Baile – 2014
- Alma Lírica Brasileira – 2011
- Noites de Gala, ao vivo – 2009 (ضبط شده ۲۰۰۸)
- Noites de Gala, Samba na Rua (DVD) – 2008
- Nem 1 ai – 2008 (ضبط ۲۰۰۰)
- Noites de Gala, Samba na Rua – 2007
- Iaiá - ۲۰۰۴
- Voadeira – 1999
- ترامپولیم – ۱۹۹۸
- Afro-sambas - 1995